# Saxifraga
- Commons
- Wikispecies

Saxífraga (Saxifraga L.), cujo nome latino significa literalmente quebra-pedra devido ao uso medicinal de certas espécies contra os cálculos renais, é um género botânico pertencente à família Saxifragaceae.

## Espécies
| - Saxifraga aizoides - Saxifraga albertii - Saxifraga arguta - Saxifraga bronchialis - Saxifraga caespitosa - Saxifraga cernua - Saxifraga cintrana - Saxifraga conifera - Saxifraga cortusifolia - Saxifraga diversifolia - Saxifraga foliolosa | - Saxifraga fortunei - Saxifraga granulata - Saxifraga hookeri - Saxifraga hyperborea - Saxifraga laciniata - Saxifraga lingulata - Saxifraga lyallii - Saxifraga mertensiana - Saxifraga nivalis - Saxifraga odontoloma | - Saxifraga oppositifolia - Saxifraga paniculata - Saxifraga purpurascens - Saxifraga rivularis - Saxifraga rotundifolia - Saxifraga stellaris - Saxifraga stolonifera - Saxifraga tenuis - Saxifraga tridactylites |

- Lista completa

## Classificação do género
| Sistema | Classificação                   | Referência               |
| ------- | ------------------------------- | ------------------------ |
| Linné   | Classe Decandria, ordem Digynia | Species plantarum (1753) |